# Paraeumigus sabulosus
Paraeumigus sabulosus är en insektsart som beskrevs av Boris Petrovich Uvarov 1927. Paraeumigus sabulosus ingår i släktet Paraeumigus och familjen Pamphagidae. Inga underarter finns listade i Catalogue of Life.